# Cytherella pori
Cytherella pori är en kräftdjursart. Cytherella pori ingår i släktet Cytherella och familjen Cytherellidae. Inga underarter finns listade i Catalogue of Life.